# Yasuyo Yamagishi
Yasuyo Yamagishi (jap. 山岸 靖代 Yamagishi Yasuyo; * 28. November 1979 in der Präfektur Saitama) ist eine ehemalige japanische Fußballspielerin.

## Karriere

### Vereine
Im Alter von 19 Jahren spielte sie das erste Mal im Seniorinnenbereich für den Prima Ham FC Kunoichi in der L.League, der unter diesem Namen seinerzeit höchsten Spielklasse im japanischen Frauenfußball. Mit der erfolgten Änderung der Vereinsbezeichnung im Jahr 2000, spielte sie fortan und durchgängig für den Iga FC Kunoichi in dieser Spielklasse, in ihrer letzten Spielzeit in der Nadeshiko League. Während ihrer Zugehörigkeit bestritt sie 131 Punktspiele, in denen sie 27 Tore erzielte. Am Ende der Spielzeit 1999 gewann sie mit ihrer Mannschaft die Meisterschaft und zwei Jahre später den Kaiserinnenpokal.
Nach erfolgtem Vereinswechsel zur Spielzeit 2007 zum Ligakonkurrenten INAC Leonessa, beendete sie bei diesem Verein nach Ablauf der Folgespielzeit ihre Spielerkarriere.

### Nationalmannschaft
Im Jahr 1998 debütierte Yamagishi für die A-Nationalmannschaft. Sie gehörte im selben Jahr dem Kader für die Weltmeisterschaft 2003 an und wurde in allen drei Spielen der Gruppe C eingesetzt.
Für das olympische Fußballturnier 2004 wurde sie ebenfalls in den Kader berufen; sie wurde in den ersten beiden Spielen der Gruppe E und im Viertelfinale bei der 1:2-Niederlage gegen die US-amerikanische Nationalmannschaft eingesetzt.
Für den JFA bestritt sie in acht Jahren 60 Länderspiele, in denen ihr sechs Tore gelangen.

## Titel / Auszeichnungen
- Japanischer Meister 1999 (mit Prima Ham FC Kunoichi)
- Kaiserinnenpokal-Sieger 2001 (mit Prima Ham FC Kunoichi)
- Berufung in die Elf des Jahres in der Nihon Joshi Soccer League 1999, 2001, 2002, 2003, 2004